# Anna-Eufrozyna
Anna-Eufrozyna (ur. ok. 1185, zm. 1253) – bizantyńska księżniczka, księżna halicka. 

## Życiorys
Była córką Izaaka II Angelosa i Ireny Paleolog. Około 1199 roku jej mężem został Roman Halicki. Małżeństwo miało na celu sojusz militarny Bizancjum i Rusi Halickiej przeciwko Bułgarom. Ich synami byli:
- Daniel Halicki
- Wasylko Romanowicz

Znana jest z zapisu (bez imienia jako Wielka Księżna, żona Romana) z "Kroniki Galicyjsko-Wołyńskiej". Świeckie jej imię ustalone zostało na podstawie świadectwa zawartego w nekrologu katedry w Spirze. Z jej wpływem wiążą się pojawienie się cennych relikwii chrześcijańskich na Rusi Halickiej. Prowadziła działalność budowlaną i fundacyjną. W 1219 roku została zakonnicą z imieniem Anna. Została pochowana we Włodzimierzu Wołyńskim. 